# Schlacht von Bitonto
Kehl
– Pizzighettone
– Danzig
– Bitonto
– Trarbach
– Bari
– Colorno
– Parma
– Philippsburg
– Quistello
– Guastalla
– Gaeta
– Capua
– Messina
– Siracusa
– Klausen
– Trapani
Die Schlacht von Bitonto fand am 25. Mai 1734 statt, sie spielte sich im Rahmen des Polnischen Erbfolgekrieges in Süditalien ab und wurde zwischen einem kaiserlichen Heer unter Joseph Anton von Pignatelli und spanischen Truppen unter dem Grafen von Montemar ausgetragen.

## Vorgeschichte
Seit den Friedensverträgen von Rastatt (1714) befand sich das Königreich Neapel in der Hand der Habsburger. Im Jahr 1720 erhielt Österreich Sizilien im Austausch gegen das ärmere Sardinien von Savoyen. Die kaiserlichen Truppen in Unteritalien waren in Capua und Neapel konzentriert, die dort stationierten Garnisonen waren für eine erfolgreiche Verteidigung aber viel zu schwach bemessen. Als das Königreich Spanien alte Ansprüche auf das Vizekönigtum Neapel wiederherstellen wollte und eine Armee in Kalabrien landete, lag der kaiserliche Feldmarschall Graf Caraffa krank darnieder und war der Situation nicht gewachsen. FML Traun sollte mit der Garnison von Capua bei Mignano standhalten. Die Spanier umgingen aber die kaiserlichen Positionen bei Mignano und rückten auf Neapel vor. Darauf mussten sich dort die Österreicher unter dem Vizekönig Visconti schnell zurückziehen und auch Traun musste seine Truppen nach Capua zurückführen. Die Spanier sandten 6000 Mann zur Belagerung von Capua ab und erreichten am 11. April Neapel. Am 15. Mai 1734 zog der Infant Don Carlos in die Stadt ein und übernahm im Namen seines Vaters Philipp V. die Regentschaft. Von Wien aus erhielt Caraffa seine Abberufung, Fürst Joseph Anton von Pignatelli (1682–1762) wurde zum Nachfolger ernannt und sollte mit 6000 Mann Verstärkung versuchen, die Spanier wieder aus Neapel zu vertreiben. Die Logik in Wien war einfach: Bei einem Erfolg könnte man die österreichische Autorität in Unteritalien wiederherstellen, im Falle einer Niederlage wollte man sich in Gaeta und Capua verschanzen. Doch in der Zwischenzeit hatten sich bereits alle kleineren Garnisonen den Spaniern ergeben.

## Verlauf

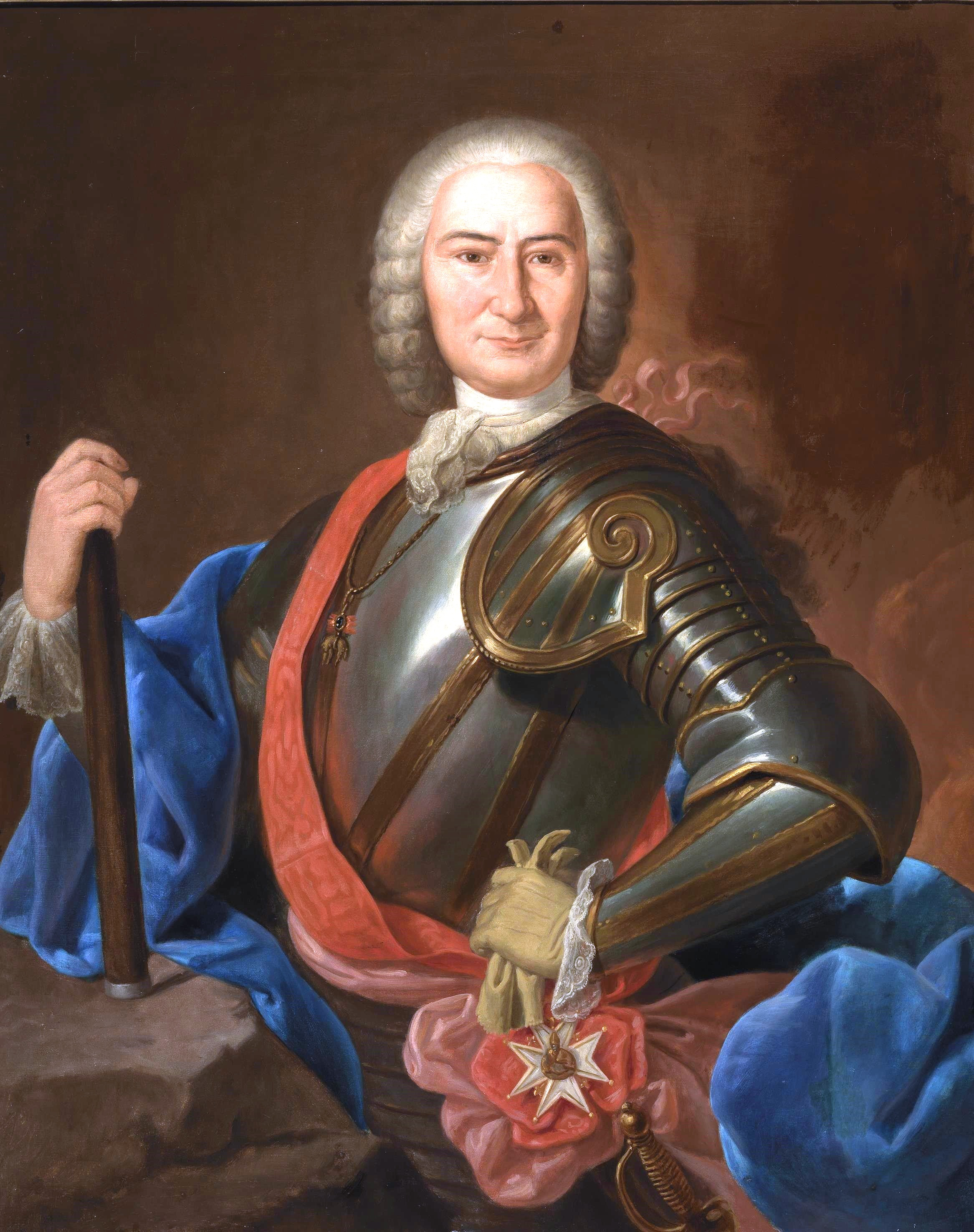
José Carrillo de Albornoz, Graf von Montemar (1671–1747)

Der Vizekönig Visconti war bereits am 21. Mai mit dem Schiff nach Pescara abgereist. Da die Truppen mangels Schiffen nicht evakuiert werden konnten, musste man sich der fast dreifachen Übermacht der Spanier entgegenstellen. Pignatelli versammelte die ihm noch verbliebenen Truppen bei Bari; das waren die Regimenter:
- Infanterie: Alt-Wallis (631 Mann), Traun (632), Valparaiso (640), Carl Lothringen (270)
- Kavallerie: Kürassiere-Pignatelli (903 Mann/867 Pferde), Kokorzowa (788/772), Husaren-Csaky (348/369)

Von den Garnisonen kamen die Rekruten-Regimenter O'Mulrian und Ariosti (ca. 1200 Mann) hinzu.
Am 22. Mai besetzte Oberstleutnant Bagnotti den Ort Bitonto mit Kavallerie, am Tag darauf folgte eine Vorhut unter dem Generalfeldwachtmeister Pignatelli-Strongoli (1689–1767) mit Infanterie und Kavallerie.
Am 24. Mai folgte der Rest des Corps, am gleichen Tag kam es zu einem zweistündigen Reitergefecht der Husaren unter Oberst Ghillanyi und den Spaniern.
Am Morgen des 25. Mai stürmten die Spanier die österreichischen Stellungen. Es kam zu schweren Gefechten vor allem zwischen den Infanterie-Einheiten, wobei die Spanier unter Verlusten langsam vorrückten. Um 10 Uhr floh das Kürassier-Regiment Pignatelli nach Verlusten nach Bari. In der darauf folgenden Unruhe gingen auch die Infanterie-Bataillone bis zur Stadtmauer zurück, das Kürassier-Regiment Kokorzowa konnte die Lage nur kurzfristig stabilisieren. Die Kaiserlichen mussten sich in die Stadt zurückziehen, als letztes verließ das Bataillon Traun unter Oberst Graf Schulenburg († 16. Februar 1754) seine Positionen.
Die Schlacht war für die Kaiserlichen verloren und man bereitete den Rückzug vor. Die nahe von Bari liegenden Klöster St. Antonio (besetzt mit neapolitanischen Rekruten) und Monte Oliveto blieben zur Sicherung des Rückzuges noch besetzt und verteidigten sich weiter. Die spanische Kavallerie verfolgte die zurückgehenden Kolonnen, die von den Kürassieren und Husaren gedeckt wurden. Dabei fielen viele Kavalleristen und der Kommandeur des Regiments Kokorzowa Oberst Czernin († 1755) geriet verwundet in Gefangenschaft. Währenddessen beschossen die Spanier das Kloster St. Antonio mit zwei Kanonen und die spanische Garde griff mit einem Bataillon Schweizer an. Nach drei Stunden ergaben sich die dortigen Verteidiger unter Hauptmann Planting, der das Kommando von dem verwundeten Generalwachtmeister Ariosti (1690–1766) übernommen hatte. Wenig später ergab sich auch Hauptmann von Eltz, der mit ca. 100 Mann das zweite Kloster verteidigt hatte. Die Stadt Bari selbst wurde noch bis zum nächsten Morgen vom Generalwachtmeister Rodowsky († 1749) verteidigt, bis diesem die Munition ausging. In Bari erbeuteten die Spanier die kaiserliche Artillerie und das Lager mit der Bagage und die Kriegskasse.

## Folgen
Die Niederlage der Österreicher war vollständig. Viele Soldaten gerieten in Gefangenschaft, der größte Teil ergab sich in Bari. Nur schwache Kavallerie unter Oberst Ghillanyi war nicht nach Bari geflohen und konnte sich mit 121 Husaren und 76 Kürassieren nach Pescara durchschlagen. Der damalige Husaren-Leutnant Nahdol gelangte mit 30 Pferden nach Crotone in Kalabrien und kämpfte später noch bei der Verteidigung von Syrakus.

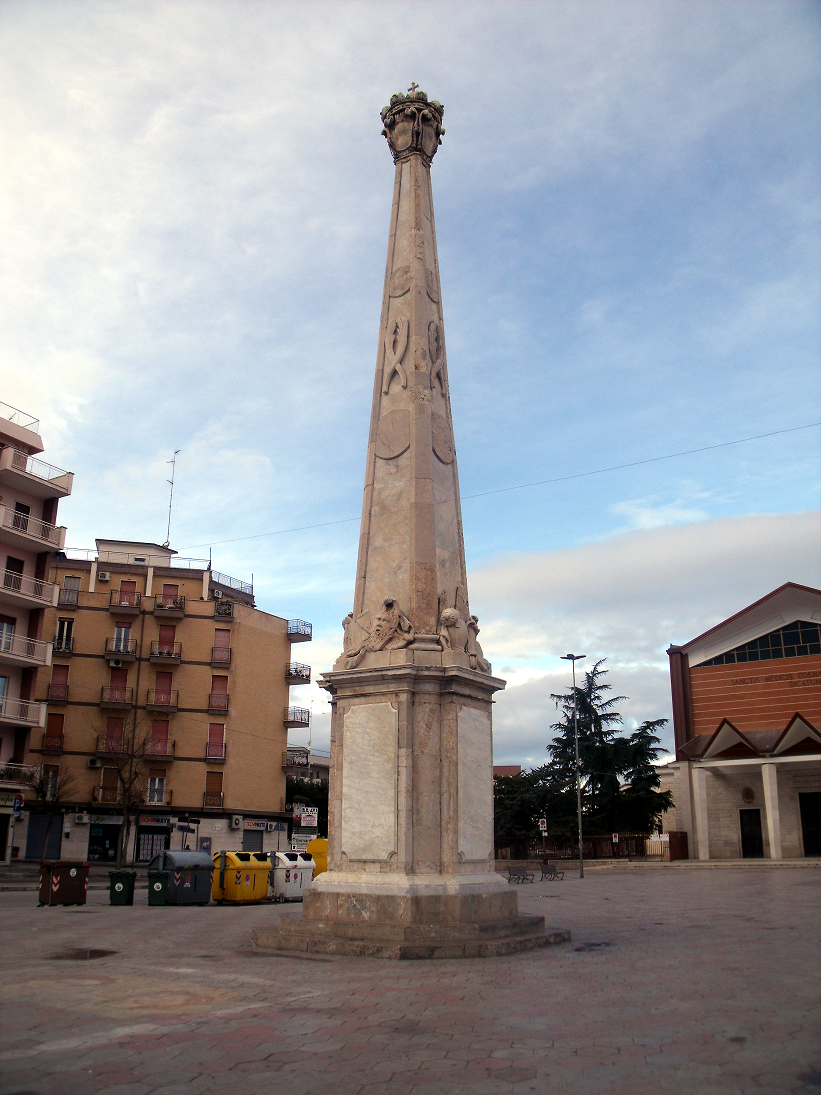
Obelisk zur Erinnerung an den Sieg von 1734

Für diesen Sieg wurde der Graf von Montemar vom spanischen König Philipp V. zum Herzog von Montemar erhoben, dazu erhielt er eine jährliche Rente von 50.000 Dukaten. Außerdem ernannte der König den Graf zum Gouverneur der festen Schlösser in Neapel und errichtete zum Andenken an den Sieg einen Obelisken auf dem Schlachtfeld.
Österreich verlor Neapel und seine Besitzungen in Unteritalien, die Festung Gaeta kapitulierte am 7. August und die Festung Capua am 24. November 1734.